# Viva la Pola!
Viva la Pola! je međunarodni glazbeni festival koji se održava tijekom ljeta u Puli. 

## Povijest festivala
Prvo izdanje festivala održano je 2004. Na njemu nasupaju razni hrvatski te strani glazbenici, različitih glazbenih žanrova, poput rocka, punka, metala, crossovera, industriala, gothica, hip-hopa, funkya, elektronike te dub reggaea. Uz već afirmirane izvođače, nastupaju i oni nešto manje poznati.  
Također se u sklopu festivala predstavljaju audio-video uradci, autori, publikacije vezane uz urbanu glazbenu scenu, kulturu, te ostali sadržaji.
U dosadašnjih osam izdanja nastupalo je preko 100 izvođača iz čak 10 europskih država. (Hrvatske, Slovenije, BiH, Srbije, Makedonije, Italije, Austrije, Francuske, Velike Britanije i Finske). Od poznatih izvođača nastupali su The Vibrators, The Toy Dolls, Anti-Nowhere League, The 69 Eyes, Peter & The Test Tube Babies, Disciplin A Kitschme, KUD Idijoti, Mizar, Dubioza kolektiv, Six Pack, Atheist Rap, Overflow, Oružjem Protivu Otmičara, Antitodor, Popeye i drugi.
Festival se svake godine održava u klubu Uljanik, osim 2007. kada je održan na Monumentima unutar bivšeg vojnog kompleksa Katarina. Mnogi ocjenjuju Viva la Polu! iznimno kvalitetnim festivalom, te je postao prepoznatljiv znak Pule.

## Vanjske poveznice
- MySpace stranica